# Colonia Tepehuaje
Colonia Tepehuaje är en ort i Mexiko.   Den ligger i kommunen Acatepec och delstaten Guerrero, i den södra delen av landet, 240 km söder om huvudstaden Mexico City. Colonia Tepehuaje ligger 1 645 meter över havet och antalet invånare är 232.
Terrängen runt Colonia Tepehuaje är bergig västerut, men österut är den kuperad. Runt Colonia Tepehuaje är det ganska glesbefolkat, med 42 invånare per kvadratkilometer. Närmaste större samhälle är Acatepec, 11,7 km nordost om Colonia Tepehuaje. I omgivningarna runt Colonia Tepehuaje växer huvudsakligen savannskog.